# Заїковський Сергій Олександрович
Сергі́й Олекса́ндрович Заїко́вський — український історик, перекладач, публіцист, військовослужбовець Збройних сил України, учасник російсько-української війни. Кавалер ордена «За мужність» III ступеня (2022, посмертно).

## Життєпис
Народився в селищі Драбів на Черкащині. Він з дитинства захоплювався історією, особливо Давнього Риму, а тому свідомо вступив на історичний факультет Харківського національного університету ім. В. Н. Каразіна. Сергій спеціалізувався на кафедрі історії стародавнього світу та середніх віків, успішно захистив дипломну роботу «Ветерани римської армії у провінції Дакія» (наук. керівник доц. О. П. Мартем'янов). Закінчив історичний факультет Харківського національного університету імені В. Н. Каразіна (2016). 
Після навчання переїхав до Києва, де долучився до діяльності культурно-освітнього проєкту «Пломінь». Лекції Сергія збирали сотні вдячних слухачів. Також він писав статті для медіа та брав інтерв'ю в українських дослідників, розвиваючи цікаві йому аспекти індоєвропеїстики, порівняльного релігієзнавства, історії політичних рухів 1920—1930-х і повоєнних правих рухів у Європі.
Сергій був редактором і перекладачем книжок видавництв «Пломінь» та «Nuovi Arditi», публіцистом та істориком. Сергій переклав такі книжки як «Легіонерський канон» і «До позитивної критики» Домініка Веннера. Посмертно у видавництві «Пломінь» була опублікована одна з останніх книжок під редакцією Сергія — Сібілла Алерамо «Кохаю, а отже існую». Також до друку готується видання Жана Одрі «Індоєвропейці». 
Також у Києві Сергій Заїковський долучився до молодіжної організації «Авангард» (Авангард Культурна Спілка або ж скорочено і ємно — АКС). Завдяки широті горизонту своєї ерудиції та знання традиціоналізму, він став ідеологічним наставником своїх побратимів. А отже, фактично другою людиною в організації як ідеолог.  
У 2021 став головним редактором «Вістника» Авангарду (назва наслідує «Вістник» Донцова). Концептуалізував ключові аспекти світогляду авангардистів: відданість Традиції, цінностям мужності та героїзму, звеличенню війни, а також глибинній екології. Встиг підготувати матеріали до двох перших випусків, перший вийшов друком якраз за тиждень до початку повномасштабної війни.
У 2021 році Сергій брав участь у бойових діях на Донбасі поблизу Авдіївки як кулеметник у складі добровольчого підрозділу «Фрайкор». У день повномасштабного наступу військ РФ 24.02.2022 Сергій разом із побратимами з «Авангарду» став до лав тероборони та захищав Київ від наступу ворожої армії.
Саме під Києвом він і поклав своє життя, загинувши зі зброєю в руках у боротьбі з окупантами. Загинув 24 березня 2022 року в ході контрнаступу української армії, штурму села Лук'янівка, що на лівому березі Києва. Він був 2-м номером у протитанковому розрахунку, у складі протитанкового взводу 1 батальйону Полку «ССО Азов». Сергій разом із побратимом Денисом Котенком (1-м номером) на правому фланзі атаки в селі Лук'янівка зустрів бій із танком: відбулася танкова дуель українського танка та декількох російських. Під час бою постріл з танка влучив неподалік, обидва бійці загинули на місці.

## Пам'ять
| Талановитий український історик, перекладач, публіцист. Наш друг та ідейний сподвижник. Завжди з гострим поглядом, незмінною іронією та блискучою ерудицією. Не буде перебільшенням сказати, що без нього видавництва «Пломінь» не було б. Ми встигли чимало зробити разом, проте планували ще більше. Неопубліковані книги та збірки, непрочитані лекції та нерозказані історії — від індоєвропеїстики до нових правих. Після перемоги ми будемо продовжувати справу його життя. |
| — видавництво «Пломінь» |

У листопаді 2022 року на знак вшанування пам'яті полеглого Сергія Заїковського французьке видавництво Sentiers perdus присвятило йому видання Адріано Ромуальді:

| Ми хочемо завершити цей вступ, віддавши данину поваги людині честі, молодому борцю за національну справу і європейське відродження: Сергію Заїковському на псевдо «Деймос». Багато в чому він нагадує нам Адріано Ромуальді. Пристрасний інтелектуал, відданий своїй справі активіст, перекладач, поліглот, видавець та музикант, він був залучений до бойової спільноти Авангард, для якої він, зокрема, створив журнал роздумів. Під час вторгнення в Україну російських військ група увійшла до складу Сил оборони Києва. У четвер, 24 березня 2022 р., під час контрнаступу «Деймос» зустрів свою смерть. Саме цьому юному поетові-воїну, який поліг зі зброєю в руках у віці 27 років, ми присвячуємо перевидання цієї невеличкої книжечки. |
| — видавнцтво Sentiers perdus, Франція, 2022. |

## Нагороди
- орден «За мужність» III ступеня (6 червня 2022, посмертно) — за вагомий особистий внесок у розвиток вітчизняної журналістики та інформаційної сфери, мужність і самовідданість, виявлені під час висвітлення подій повномасштабного вторгнення Російської Федерації на територію України, багаторічну сумлінну працю та високу професійну майстерність[8].